# سو ووكر
سو ووكر (بالإنجليزية: Sue Walker)‏ هي مجدف بريطانية، ولدت في 14 سبتمبر 1967.

## وصلات خارجية
- سو ووكر على موقع الاتحاد الدولي للتجديف (الإنجليزية)